# Kostel svatého Víta (Havlíčkova Borová)
Římskokatolický kostel svatého Víta v Havlíčkově Borové je jednolodní budova, která je obklopena hřbitovem z roku 1856. Je chráněn jako kulturní památka České republiky. V roce 1947 byl stávající hřbitov rozšířen.
První písemné zmínky o stavbě spadají na konec 12. století. Na místě dnešního kostela stála románská kaple, která byla na přelomu 15. a 16. století přestavěna na gotický kostel. V roce 1696 byla přistavěna věž. V barokní oratoři se nacházejí olejové malby, které zobrazují Davida a Ábelovu oběť. V oratoři najdeme také kamennou křtitelnici ze 17. století.

## 20. století
Z kostela byly 21. září 1916 odebrány dva zvony pro válečné účely. Na kostele zůstal pouze nejmenší zvon. V roce 1925 byla uspořádána sbírka na nové zvony, které byly téhož roku namontovány a vysvěceny na jména svatý Vít a svatý Jan Nepomucký.
V roce 1918 byly kvůli válce odebrány píšťaly z varhan.